# Pekan
Pekan (Carya illinoinensis), er både navnet på træarten og dens frugter, pekannødderne. Det er et løvfældende træ, som hører hjemme i det Sydlige USA. Navnet ”pekan” stammer fra et algonquinsprog. Ordet er optaget i dansk fra fransk, og derfor udtales det med tryk på sidste stavelse.

## Kendetegn
Træet når højder på 30-50 m, og en alder på over 1000 år.  Det udvikler en stor, overhængende krone og en stammeomkreds på over 2 meter. Barken er først lysegrøn og ruhåret, men senere rødbrun. Den bliver efterhånden nøgen og skællet, sådan at de gamle grene og stammen til sidst får en bark, som er dybt furet og lysegrå. Knopperne er spredt stillede, aflange, gulbrune og ruhårede. Bladene er uligefinnede og 40–70 cm lange. Småbladene er lancetformede til smalt ægformede med savtakket rand. Begge bladsider er svagt grålige og lysegrønne. Blomstringen foregår i foråret, hvor man finder de hanlige blomster samlet i lange aks, der sidder enkeltvis eller samlet 2-3. De hunlige blomster sidder få sammen og består kun af en frugtknude med en kort griffel og et stort opsplittet støvfang. Frugterne er nøddeagtige stenfrugter med en kødet og læderagtig frugtskal. Den åbner sig ved modenhed i fire ruhårede lapper. Selve nødden har en tynd skal, og inden i den ligger to brune, rynkede kerner. Kernerne minder om valnøddekerner i smagen, men meget mildere.
Rodsystemet består af en eller flere, dybtgående pælerødder, der når indtil 10 meter ned i jorden.

## Hjemsted
Arten har sit hjemsted i det sydlige og centrale USA. Den er udbredt i Mississippiflodens afvandingsområde og kan findes i området fra Ohio og Iowa mod nord og til Virginia, Georgia og Florida. Mod vest findes den i New Mexico.
Pekan er mest almindelig på veldrænede, lerholdige jorde, hvor oversvømmelser er kortvarige. I hele sit udbredelsesområde er arter knyttet til lavtliggende steder med forholdsvis nylig aflejret jordbund. Træet udvikler sig bedst på høje flodbrinker og veldrænede flader. . Det vokser sjældent på lavtliggende og dårligt drænede, flade lerjorde. På den slags steder bliver arten almindeligvis erstattet af andre hickoryarter. 
Almindeligt forekommende, træagtige vegetationer omfatter Cornus drummondii, Forestiera acuminata, askebladet løn (Acer negundo), mississippinældetræ (Celtis laevigata), rødelm (Ulmus rubra) og sølvløn (Acer saccharinum). Underskoven består af blandt andet Arundinaria gigantea, amerikansk kermesbær (Phytolacca americana) og paw-paw (Asimia trilobata). Blandt lianerne kan nævnes Berchemia scandens, almindelig giftsumak (Toxicodendron radicans), japansk gedeblad (Lonicera japonica), sarsaparil i forskellige arter (Smilax sp.) og vin i forskellige arter (Vitis sp.). 

## Anvendelse
Den oprindelige befolkning i Nordamerika havde spist pekannødder, længe før europæerne kom dertil. I dag er kernerne hovedingrediens i sydstatskøkkenets kendte ”pecan pie”. Der kan presses en olie af kernerne: pekanolie.

## Galleri
|  |  |  |
|  |  |  |

## Weblinks
- USDA Forest Service: Pecan Arkiveret 7. oktober 2010 hos  Wayback Machine
- illinoiswildflowers.info: Pecan